# Lu cardillo
Lu cardillo  è una canzone in lingua napoletana pubblicata nel 1849; attribuita per il testo di Tommaso Bonito e Ernesto Del Preite, per la musica Pietro Labriola. È stata musicata anche da Luigi Biscardi. Il brano parla di un amante che attende invano che la sua amata si affacci alla finestra. 
La storia della canzone è basata su notizie scarse e contrastanti. Per la musica esiste una trascrizione di Pietro Labriola e per il testo un testo di Ernesto Preite, tuttavia con dati contrastanti ricavati dalle uniche fonti reperite.

## Testo e significato
La tematica de Lo Cardillo è simile all'antica Fenesta vascia: l’amore senza speranza. Nella canzone del XV secolo l'autore parla di un amante che attende invano che si affacci alla finestra. Nel brano, l'innamorato considera il cardellino un messaggero d’amore, pertanto lo vuol addestrare come messaggero e spia,
portando “ll’immasciate” dei suoi sentimenti e riportando a lui notizie della donna amata.
Eduardo De Filippo inserì la canzone all’interno di Filumena Marturano facendola canticchiare alla protagonista della commedia.